# Samo (persoon)

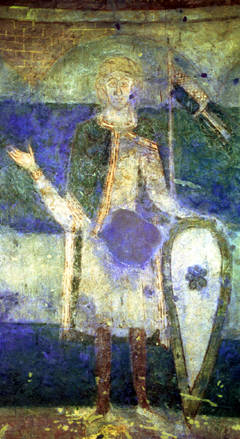
Samo (muurschildering uit 11e eeuw)

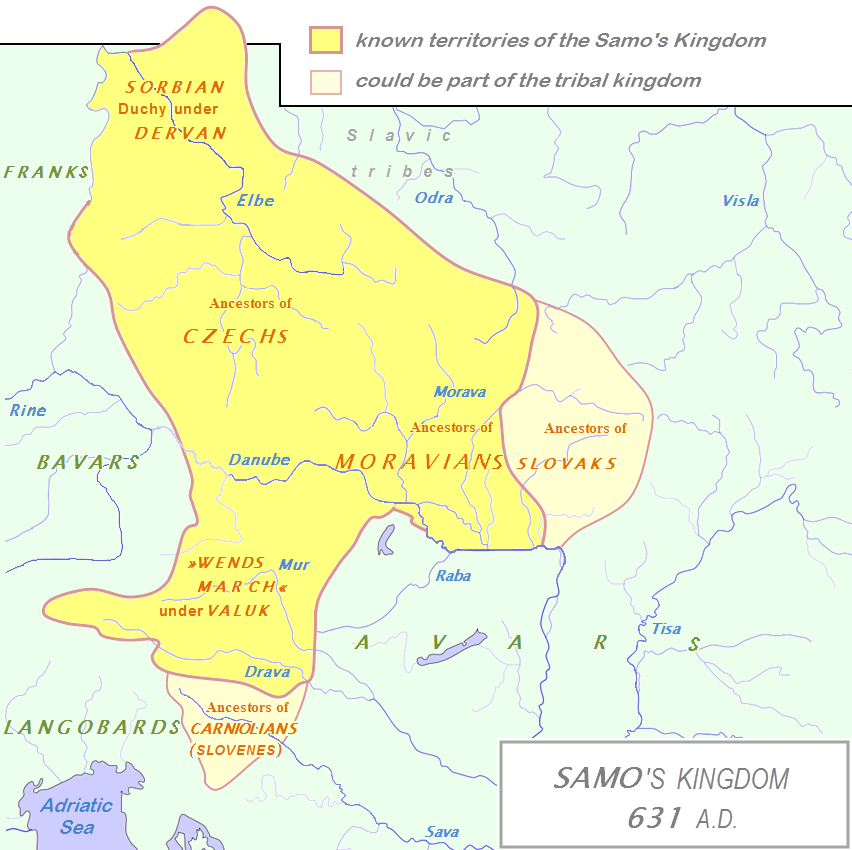
Het Rijk van Samo

Samo (overleden 658) was een Frankische koopman in bont en slaven, en de eerste heerser van de Slaven, wiens naam bekend is. 
Na de opstand van de Slavische stammen tegen de Avaren slaagde hij erin om Bohemen, Moravië, Neder-Oostenrijk en Karinthië aan zich te onderwerpen. De kern van het gebied waarover hij heerste lag in de omgeving van de nu Tsjechische rivier de Morava. 
Door de verschillende Slavische volken aan zich te onderwerpen en te besturen, richtte hij de eerste Slavische staatsvorm op. Hij werd zelf koning van deze nieuwe staatsvorm, die daarom ook wel Samo's koninkrijk, of Rijk van Samo werd genoemd. In 631 probeerde de Frankische koning Dagobert I tevergeefs met hem af te rekenen in de Slag bij Wogastisburg. 
De enige bron voor zijn leven zijn de Kronieken van Fredegar. Na Samo's dood in 660 wordt het rijk niet meer vermeld. Archeologische vondsten tonen echter een continuiteit in het gebied, welke wijst op een zich voortzettende stabiele heerschappij. Na omstreeks 833 bevindt zich in dit gebied het Groot-Moravische Rijk, dat daarom gezien kan worden als een rechtstreekse voortzetting van het rijk van Samo.